# Кері (Огайо)
Кері (англ. Carey) — селище (англ. village) в США, в окрузі Ваяндот штату Огайо. Населення — 3565 осіб (2020).

## Географія
Кері розташоване за координатами 40°56′59″ пн. ш. 83°23′6″ зх. д. / 40.94972° пн. ш. 83.38500° зх. д. (40.949780, -83.384972).  За даними Бюро перепису населення США в 2010 році селище мало площу 5,13 км², з яких 5,12 км² — суходіл та 0,02 км² — водойми. В 2017 році площа становила 5,47 км², з яких 5,45 км² — суходіл та 0,02 км² — водойми.

## Демографія
Згідно з переписом 2010 року, у селищі мешкали 3674 особи в 1521 домогосподарстві у складі 983 родин. Густота населення становила 715 осіб/км².  Було 1646 помешкань (321/км²).
Расовий склад населення:
| - 96,2 % — білих - 1,6 % — азіатів - 0,2 % — корінних американців - 0,2 % — чорних або афроамериканців |

До двох чи більше рас належало 1,0 %. Частка іспаномовних становила 2,0 % від усіх жителів.
За віковим діапазоном населення розподілялося таким чином: 26,4 % — особи молодші 18 років, 60,6 % — особи у віці 18—64 років, 13,0 % — особи у віці 65 років та старші. Медіана віку мешканця становила 37,1 року. На 100 осіб жіночої статі у селищі припадало 97,1 чоловіків;  на 100 жінок у віці від 18 років та старших — 92,3 чоловіків також старших 18 років.
Середній дохід на одне домашнє господарство  становив 51 450 доларів США (медіана — 40 710), а середній дохід на одну сім'ю — 64 754 долари (медіана — 56 434). За межею бідності перебувало 10,8 % осіб, у тому числі 16,4 % дітей у віці до 18 років та 4,5 % осіб у віці 65 років та старших.
Цивільне працевлаштоване населення становило 1668 осіб. Основні галузі зайнятості: виробництво — 35,9 %, освіта, охорона здоров'я та соціальна допомога — 18,8 %, роздрібна торгівля — 11,5 %, науковці, спеціалісти, менеджери — 6,4 %.